# مارغريت إي. ونايت
مارغريت إي. ونايت (بالإنجليزية: Margaret E. Knight)‏ هي رائدة أعمال ومخترِعة أمريكية، ولدت في 14 فبراير 1838 في York, Maine ‏ في الولايات المتحدة، وتوفيت في 12 أكتوبر 1914 في فرامينغهام في الولايات المتحدة.

## وصلات خارجية
- مارغريت إي. ونايت على موقع الموسوعة البريطانية (الإنجليزية)